# Мелеховская (Архангельская область)
Мелеховская — деревня в Вельском районе Архангельской области. Входит в состав Муниципального образования «Благовещенское».

## География
Деревня расположена в южной части Архангельской области, в таёжной зоне, в пределах северной части Русской равнины, в 57 километрах на север от города Вельска, между реками Устья и Вага, близ озера Воскресенское. Ближайшие населённые пункты: на севере нежилая деревня Нечаевская, на западе деревня Столбовская, на востоке село Воскресенское.
Часовой пояс
Мелеховская, как и вся Архангельская область, находится в часовой зоне МСК (московское время). Смещение применяемого времени относительно UTC составляет +3:00.

## Население
| 2002 | 2010 | 2012 | 2014 |
| ---- | ---- | ---- | ---- |
| 10   | ↘8   | ↘6   | ↗9   |

## История
Указана в «Списке населённых мест по сведениям 1859 года» в составе Шенкурского уезда Архангельской губернии под номером «1997» как «Воскресенское(Мелиховское, Мелиховская)». Насчитывала 8 дворов, 32 жителя мужского пола и 33 женского, также в деревне находились 2 православные церкви.
В «Списке населенных мест Архангельской губернии на 1 мая 1922 года» в деревне уже 11 дворов, 32 мужчины и 42 женщины.